# Wahlkreis Döbeln I
Der Wahlkreis Döbeln I war ein Landtagswahlkreis zur Landtagswahl in Sachsen 1990, der ersten Landtagswahl nach der Wiedergründung des Landes Sachsen. Er hatte die Wahlkreisnummer 19.
Der Wahlkreis umfasste einen Teil der Städte und Gemeinden des Landkreises Döbeln: Beicha, Choren, Döbeln, Dürrweitzschen, Ebersbach, Gebersbach-Knobelsdorf, Gleisberg, Großweitzschen, Hartha, Haßlau, Littdorf, Lüttewitz-Dreißig, Mochau, Mockritz, Niederstriegis, Reinsdorf, Roßwein, Steina, Technitz, Töpeln, Waldheim, Wendishain, Westewitz, Ziegra und Zschaitz.
Für die Landtagswahlen 1994 wurde auch infolge der Kreisreform die Wahlkreisstruktur verändert, zudem wurde die Zahl der Wahlkreise von 80 auf 60 verringert. Das Gebiet des Wahlkreises Döbeln wurde Teil des Wahlkreises Döbeln.

## Ergebnisse
Die Landtagswahl 1990 fand am 14. Oktober 1990 statt und hatte folgendes Ergebnis für den Wahlkreis Döbeln I:
| Direktkandidat | Partei (Kürzel) | Erststimmen (%) | Zweitstimmen (%) |
| -------------- | --------------- | --------------- | ---------------- |
|                | DA              | -               | 00,4             |
| Paul Sprotte   | CDU             | 55,5            |                  |
|                | Chr. L          | -               | 00,3             |
|                | DBU             | 00,6            | 00,6             |
|                | DSU             | 07,9            | 02,6             |
|                | F.D.P.          | 05,0            | 04,4             |
|                | LL-PDS          | 11,4            | 10,6             |
|                | NPD             | -               | 00,5             |
|                | FORUM           | 05,2            | 04,1             |
|                | RAP             | -               | 00,2             |
|                | SHB             | -               | 00,2             |
|                | SPD             | 18,4            | 20,7             |

Es waren 53.662 Personen wahlberechtigt. Die Wahlbeteiligung lag bei 68,3 %. Von den abgegebenen Stimmen waren 3,6 % ungültig. Als Direktkandidat wurde Paul Sprotte (CDU) gewählt. Er erreichte 49,9 % aller gültigen Stimmen.